# نيلس أندرسون
نيلس أندرسون (بالسويدية: Nils Johan Andersson)‏ (و. 1821 – 1880 م) هو عالم نبات، وأستاذ جامعي، من السويد، كان عضوًا في الأكاديمية الألمانية للعلوم ليوبولدينا، والأكاديمية الملكية السويدية للعلوم، توفي في ستوكهولم، عن عمر يناهز 59 عاماً.